# Anne Dangar
Pour les articles homonymes, voir Dangar.
Anne Dangar, née à Kempsey (Australie) en 1885 et morte à Sablons (France) en 1951, est une peintre et céramiste d'origine australienne. 
Elle fut l'une des plus ferventes disciples du peintre, dessinateur, graveur, philosophe et théoricien français, Albert Gleizes qui lui confia à partir de 1930 la gestion de la communauté d'artistes qu'il a lui-même fondée à Moly-Sabata.   

## Biographie

### Naissance et famille

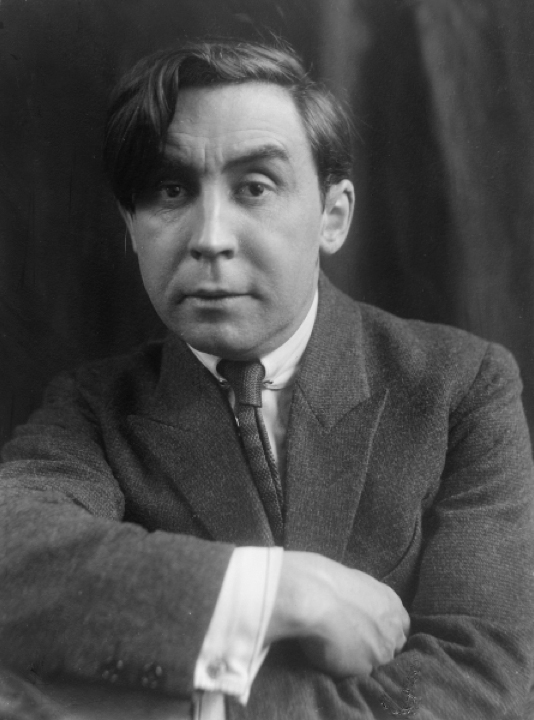
Albert Gleizes photographié par Pierre Choumoff vers 1920.

Anne Dangar est née à Kempsey (Australie), une ville de l'état de Nouvelle-Galles du Sud. Elle est la fille de Otho Orde Dangar, membre de l'Assemblée législative au Parlement de Nouvelle-Galles du Sud, et de Elizabeth Dangar. On connait surtout Anne Dangar et son œuvre grâce à ses échanges épistolaires notamment avec son ami Grace Crowley (en) également peintre.

### Parcours artistique

#### Ses débuts
C'est en 1906 que la vie artistique d'Anne Dangar débute. Elle est alors âgée de 21 ans lorsqu'elle devient l'élève d'Horace Moore-Jones (en) puis de Julian Ashton à la Julian Ashton Art School (en). Elle enseigne dans cette même école en 1920 alors qu'elle travaille pour la grande maison d'édition Angus & Robertson. 

#### Voyage en France

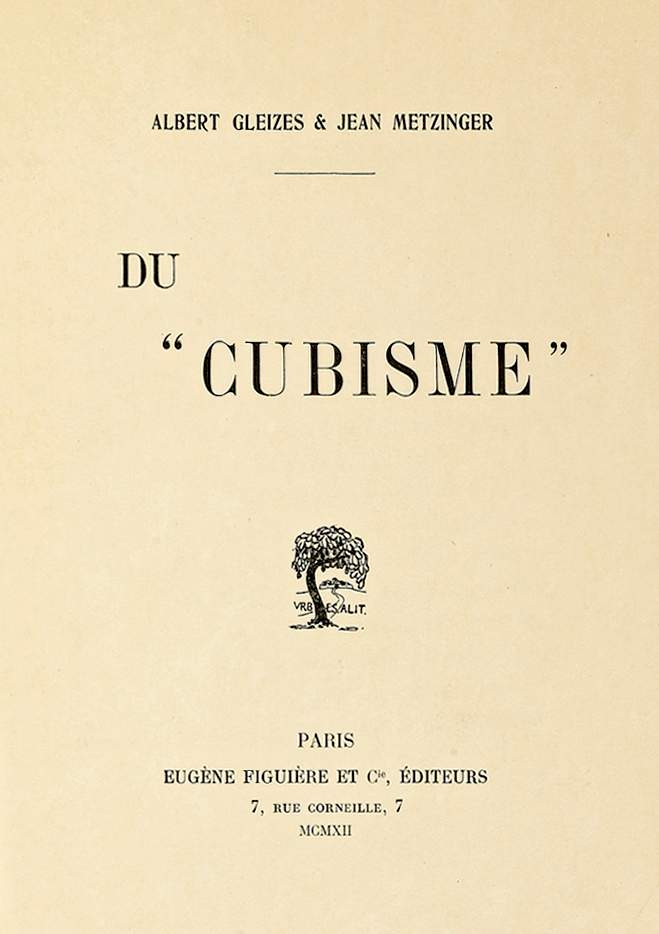
Du "Cubisme", 1912, Jean Metzinger, Albert Gleizes, Eugène Figuière Editeurs (cover)

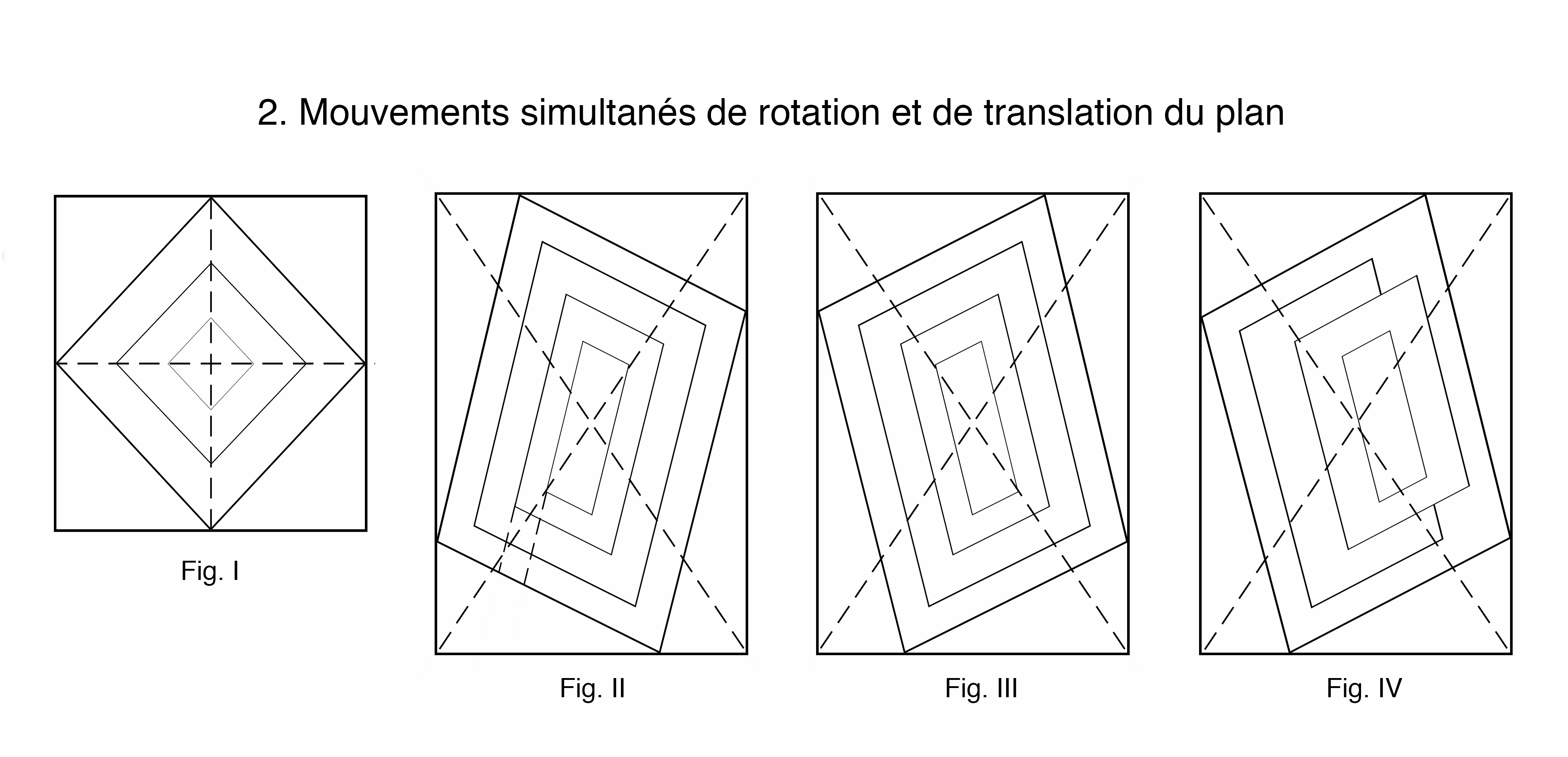
Albert Gleizes (after) 2. Mouvements simultanés de rotation et de translation du plan

En 1926, elle voyage pour la première fois en France, où elle séjourne pendant deux ans en compagnie de son amie de toujours Grace Crowley (en). Elle assiste le peintre cubiste André Lhote,  dans son Académie à Paris ainsi que lors de stages d'été qu'il organise dans sa maison à Mirmande dans la Drôme. 
Lors de ce séjour en France, elle découvre l’œuvre d'Albert Gleizes, l'un des fondateurs du cubisme et auteur de l'ouvrage théorique La Peinture et ses Lois qui constitue le fondement du travail d'Anne Dangar. Elle est en effet séduite par la nouvelle approche du champ pictural décrit par Gleizes, découlant de la peinture de Cézanne et du cubisme. Pour Gleizes, l’artiste doit rompre avec les théories issues de la Renaissance notamment sur la perspective et revenir à l'Art roman. Le “tableau-objet” de Gleizes est construit sur des principes de “translation et de rotation” de plans géométriques qui s’enchainent les uns les autres créant rythme et cadence. C’est dans ce nouvel espace que l’œil peut appréhender la profondeur et le mouvement. 
En 1929, elle rentre à Sydney mais n'y reste qu'un an. En effet, tout comme ses amies Dorrit Black et Grace Crowley (en), Anne Dangar a été fortement influencé par les mouvements modernistes et cubistes, cependant ces influences artistiques peinent à s'installer à Sydney. Elle disait souvent qu'elle aimait la France, ce pays qui semblait mieux la comprendre que son pays d'origine, l'Australie.

#### Moly-Sabata

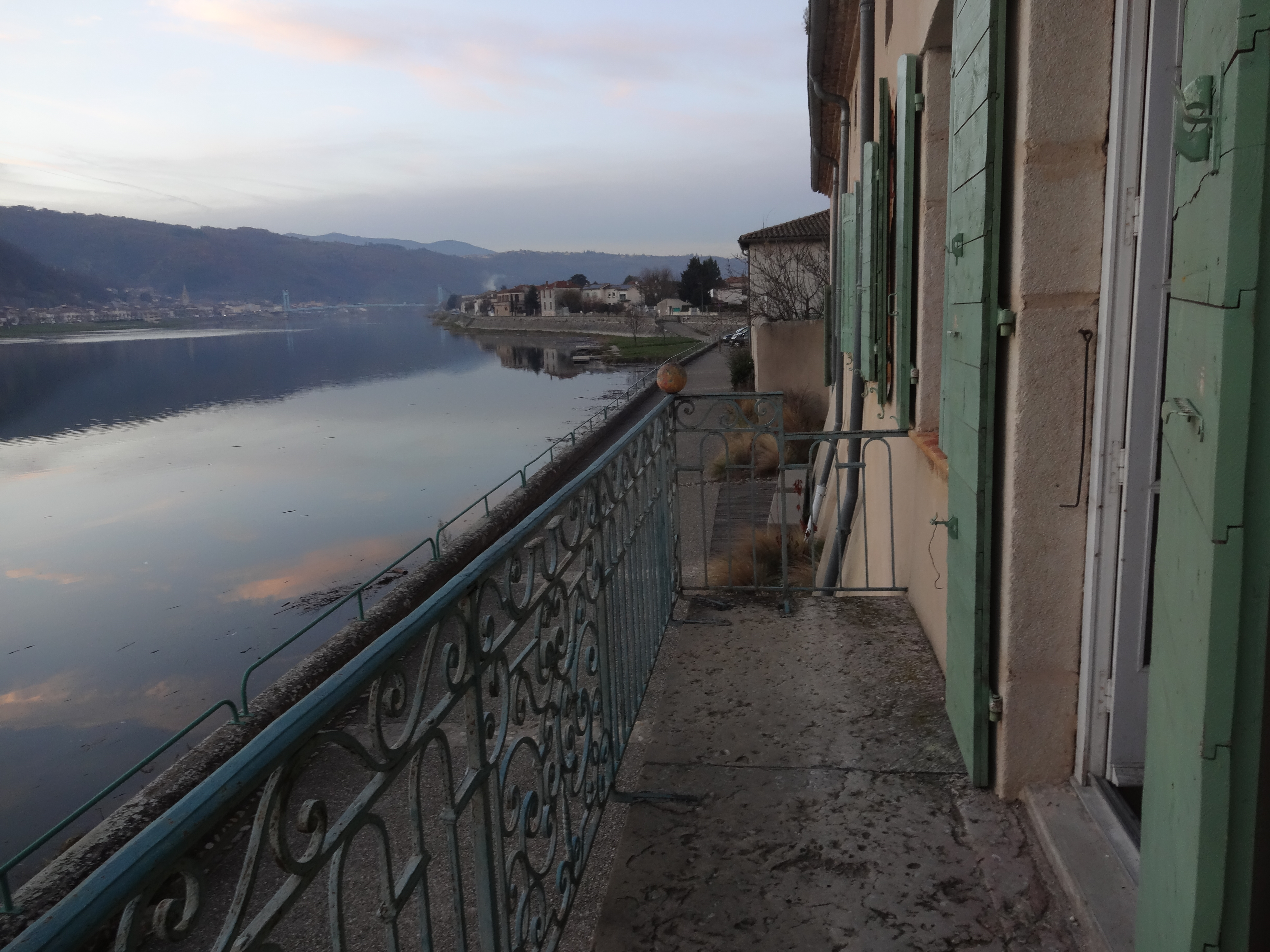
La résidence Moly-Sabata à Sablons, au bord du Rhône.

Anne Dangar retourne en France en 1930 où elle rejoint la maison de Moly-Sabata en Isère, une communauté d'artistes et d'artisans, projet créé par Albert Gleizes. Il s'agit d'une longue bâtisse du XVIIIe siècle qui servait de halte aux bateliers, le nom signifierait “mouillage” pour les bateaux : le lieu étant souvent inondé par le Rhône, il est surnommé “mouille-savate”. 
Albert Gleizes lui confie la gestion de Moly-Savata, elle succède alors au peintre Robert Pouyaud qui lui apprend la technique du pochoir à gouache. Cette méthode permet une diffusion simple et peu onéreuse de la peinture de Gleizes. Souhaitant répondre au souhait de Gleizes de développer une activité manuelle à Moly-Sabata, elle délaisse la peinture pour se concentrer à la céramique. Elle se forme auprès des potiers de la région et améliore sa technique notamment aux côtés d'André Fiol, un artiste de Vienne, et auprès de Jean-Marie Paquaud à la poterie de Chals à Roussillon. Elle renoue ainsi avec la tradition ancestrale de la région, répondant également au souhait de Gleizes de développer une activité manuelle à Moly-Sabata. 

Albert Gleizes a écrit à propos d'Anne Dangar : 
« Anne Dangar, peintre, comprit que ces contacts [avec un milieu rural] ne dépendaient pas d’une initiation esthétique intellectuelle, mais de la présence immédiate, durable surtout, de l’objet dans l’existence quotidienne des êtres, présence utile à des titres divers dont les plus élevés, de beauté, de support de méditation, parce qu’apparemment plus gratuits, ne pouvaient être supprimés pour des raisons inhumaines, ramenant toute production à une stricte fonction bassement servile ; c’est bien là qu’est la différence irréductible entre un produit artisan et un produit industriel, même si ce dernier se pare d’un camouflage esthétique ; et c’est là que repose cette distinction strictement intellectualiste, sans vérité sinon sans conséquences néfastes, que l’on fait entre des arts majeurs et des arts mineurs. » - La Belle journée est passée -
Anne Dangar a vécu un tiers de sa vie à Moly-Sabata, c’est là qu’elle a créé l’essentiel de son œuvre céramique. Surnommée “la Miss” par les habitants des environs de Sablons, "Miss Dangar" est restée dans le souvenir des sablonnais qui la lient à leur histoire familiale. 
La vie en communauté fut parfois difficile à Moly-Sabata, parfois même décevante pour les artistes qui y séjournèrent. Mais Anne Dangar assuma son engagement, soutenue par Lucie Deveyle, femme de maison du musicien César Geoffray, elle s'installe avec ce dernier et son épouse à Moly Sabata en Mai 1931. Lucie Deveyle assiste Anne Dangar pour les tâches matérielles et se forme au tissage avec les tisserands Jacques Plasse et Bilou Le Caisne.

### Les dernières années
Anne Dangar meurt le 4 septembre 1951 à Sablons. Les funérailles ont lieu le 7 septembre à Serrières. Dans un article du Progrès, le journaliste cite les personnes présentes dont Albert Gleizes, Fernand Rude, sous-préfet de l'Isère à Vienne, et René Deroudille, critique d'art de Lyon. Ces derniers ne tarissent pas d'éloge à l'égard de la céramiste. Deroudille parle "d'une perte immense" et la décrit comme "la plus grande potière de France ". Sont présents également, Robert Poyaud, Marcel Michaud, directeur de la galerie "Folklore", César Geoffray et Lucie Deveyle.
Miss Dangar est inhumé dans le caveau de famille de M. Jules Roche, terre ardéchoise où elle souhaitait reposer.

## Technique artistique et motifs récurrents

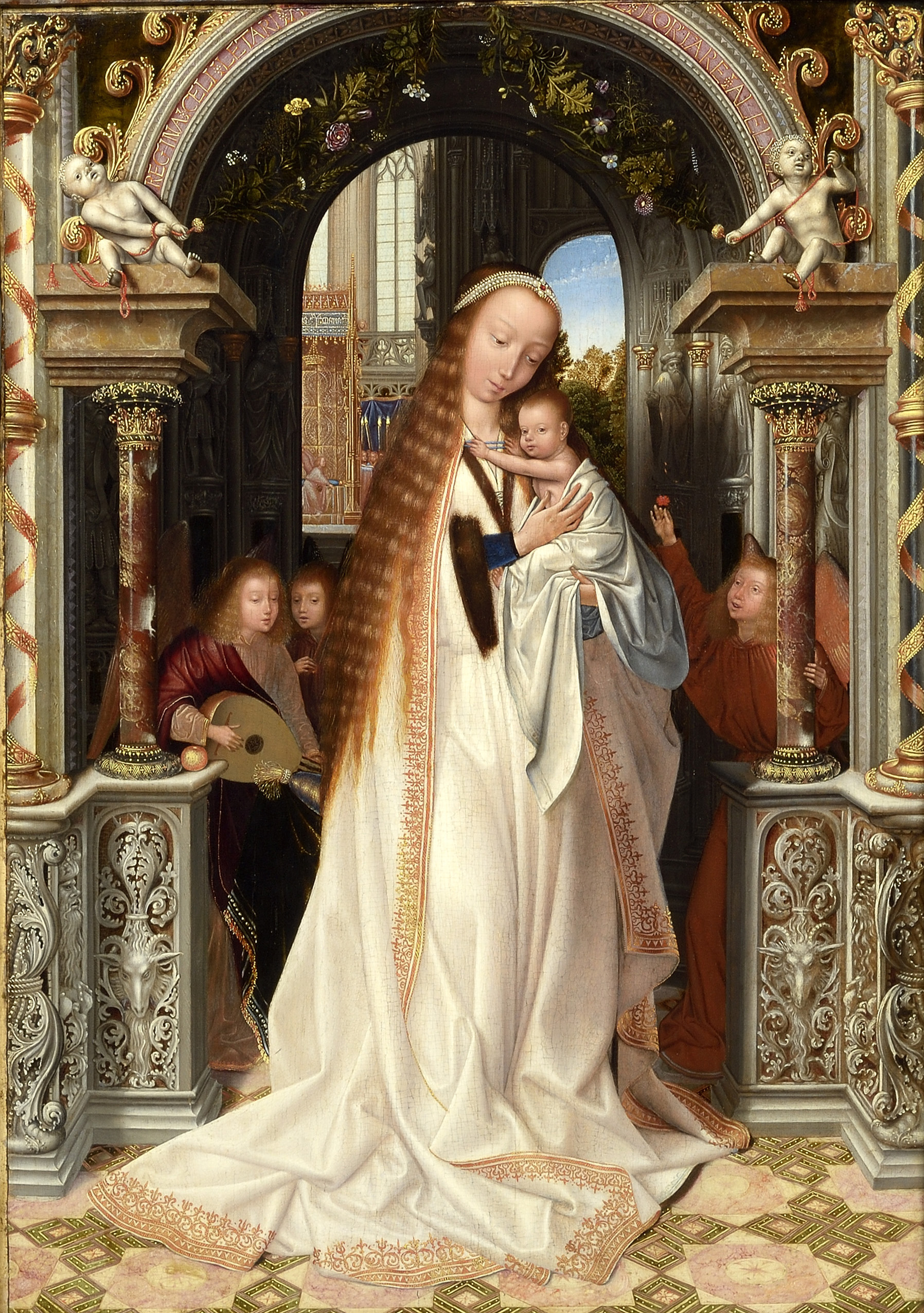
Quentin Metsys, La Vierge et l'enfant entouré d'anges, vers 1509, Huile sur bois, (partie centrale). Acquis en 1859 par le Musée des Beaux-Arts de Lyon, Inv. A 2908

Pour la création de ses céramiques, Anne Dangar utilise la technique de la poterie vernissée. Ses matières premières sont la terre locale et les couleurs naturelles. 
Sa maîtrise de la technique du tour lui permet de réaliser des pièces plus élaborées comme des soupières, des services à thé… Elle crée parfois ses propres modèles ou s’inspire des commandes qu’elle reçoit.   
Les œuvres d’Anne Dangar sont très variées : avec ou sans décor, noires ou blanches, colorées, motifs géométriques ou entrelacs, croix ou spirale... L'artiste représente des motifs récurrents tels que des décors de fleurs ou d’oiseaux mais aussi des sujets champêtres ou historiques de la région comme les montgolfières d’Annonay ou les ponts suspendus à fil de fer des frères Seguin. Elle s’inspire également de ses origines, auxquelles elle reste très attachée, en réalisant des motifs évoquant l'art celtique ou irlandais ou encore, en fervente catholique, des thèmes religieux comme La Vierge à l’Enfant entourée d’anges,du Musée des Beaux-Arts de Lyon.  
Autres inspirations pour ses œuvres, les dessins au trait de Robert Pouyaud que ce dernier a utilisé pour illustrer les théories d'Albert Gleizes dans son livre La Forme et l’Histoire publié en 1932. 
Elle réalise par ailleurs des œuvres plus originales avec des décors “cubistes”. Ces derniers sont de deux sortes : non figuratifs, où s’illustrent les théories de Gleizes et à plans géométriques, avec des cercles qui s'y imbriquent, motif qui devient progressivement la marque originale d’Anne Dangar. Ses œuvres sont vendues à des amis ou des amateurs, des peintres de la région notamment, qui viennent les acheter sur place à Moly-Sabata ou les commandent.
Pour les grands plats, elle prend pour modèles des tableaux de Gleizes (en), leurs dessins s’adaptant parfaitement au format circulaire de ces poteries, comme La femme au gant noir, peint en 1920. Elle réalise par ailleurs, une série de grands plats dont les thèmes sont issus d’une étude d’Albert Gleizes. En 1937, ce dernier avait entrepris de réaliser une peinture murale sur le thème de la conquête de l’espace qui devait décorer l’escalier de l’École des Arts et Métiers à Paris. Le projet n’ayant pas abouti, Anne Dangar s’est inspirée des esquisses du peintre pour les illustrations. Parmi les figures choisies par Gleizes, on peut citer : Icare, Aladin, Sinbad le marin… Il existe plusieurs versions de ces plats.
Anne Dangar réalise elle-même ses poteries, qu’elle tourne dans son atelier et cuit dans un four à bois, assistée par Jean-Marie Paquaud. Seules les œuvres de taille importante sont tournées par les potiers de la région.
Les poteries d’Anne Dangar avaient surtout une valeur usuelle, c’est pourquoi elles ont souvent été négligées ou dispersées dans les familles.

## Expositions et œuvres
Les œuvres d'Anne Dangar sont vendues chaque année à Moly-Sabata, Serrières ou Annonay notamment à l’occasion de fêtes mais la diffusion reste limitée et surtout régionale.
L'artiste était réticente à exposer dans les galeries excepté à la galerie Stylclair, ainsi que la galerie Folklore ou encore celle de Marcel Michaud à Lyon. Ce dernier a d’ailleurs joué un grand rôle en tant qu’intermédiaire avec les peintres lyonnais disciples d’Albert Gleizes ainsi que dans la diffusion des œuvres de Moly-Sabata qu’il expose au côté de mobilier contemporain ou des sculptures africaines.
Elle expose au musée d'Annonay en 1932, lors de l'exposition de Jean-Marie Paquaud à la galerie Décor d'André Fiol, à Vienne, en 1947.

### Listes des lieux actuels d'exposition des œuvres
- La Galerie nationale d'Australie[13], au Powerhouse Museum à Sydney[14].
- Au Musée des Arts décoratifs de Paris, département moderne et contemporain. 
  - Soupière sur socle plat[15], vers 1936. Pièce unique. Signée au pinceau à l'émail : MSD, sous le pied de la soupière. Terre vernissée. H. 0,29 ; L. 0,30 ; D. 0,245. Achat grâce au mécénat de BNP Paribas. Inv. 2008.101.1.1-3.
    - Cette pièce avait été achetée par Marcel Michaud à Anne Dangar autour de 1936.
- À la Fondation Albert Gleizes[16] à Paris[17].
  - Plat, vers 1940. Poterie vernissée. Diam. 20 cm[18].
- Au Musée des beaux-arts de Lyon dans le département des Arts décoratifs.
  - Plat creux, vers 1938. Poterie vernissée. Diam. 18,2 cm[18].
  - Deux plaques : Marocains, vers 1940-1941. Émaux sur plaque de grès industriel. 23 x 13 chacune[18].
  - Plat, Vierge à l'enfant entourée d'anges. vers 1942.
  - Pot tripode couvert, vers 1950. Poterie vernissée. 20 × 17 cm[18].
- Au Musée d'Art et d'Archéologie de Valence.
- Au Musée national de Céramique de Sèvres[19].

### Expositions temporaires
Les expositions des œuvres d'Anne Dangar sont connues en grande partie grâce au site de la Fondation Albert Gleizes.

#### Dans les Années Trente

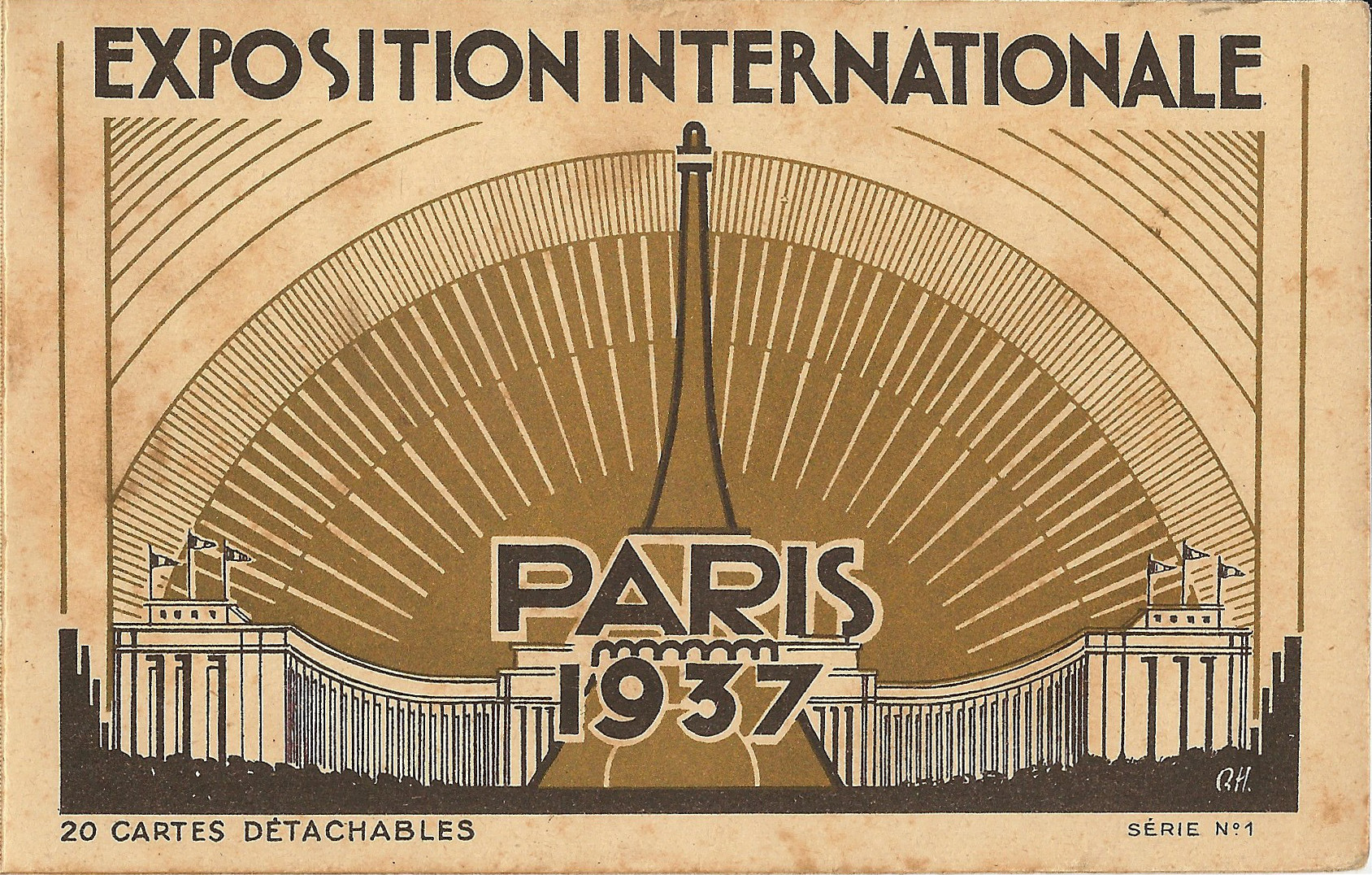
Visuel de l'Exposition internationale de 1937 à Paris.

- Sablons, Moly-Sabata, exposition presque chaque année à partir de 1932.
- Annonay, musée, exposition en 1932, 1935, 1937.
- Tournon, musée, exposition en 1932.
- Lyon, galerie Styl-Clair, œuvres présentées régulièrement à partir de 1935, puis à la galerie Folklore jusqu’aux années 1960.

- Paris :
  - Exposition universelle de 1937, Pavillon du Forez-Vivarais.
  - Petit Palais, Les Maîtres de l’art indépendant, 1895 – 1937, juin-octobre 1937[21].
  - Petit Palais et galerie Sambon, Moly-Sabata, 1938.
  - Salon d'automne, Aspects du cubisme chez quelques aînés et quelques jeunes, 1938.

#### Après 1945
- Paris :

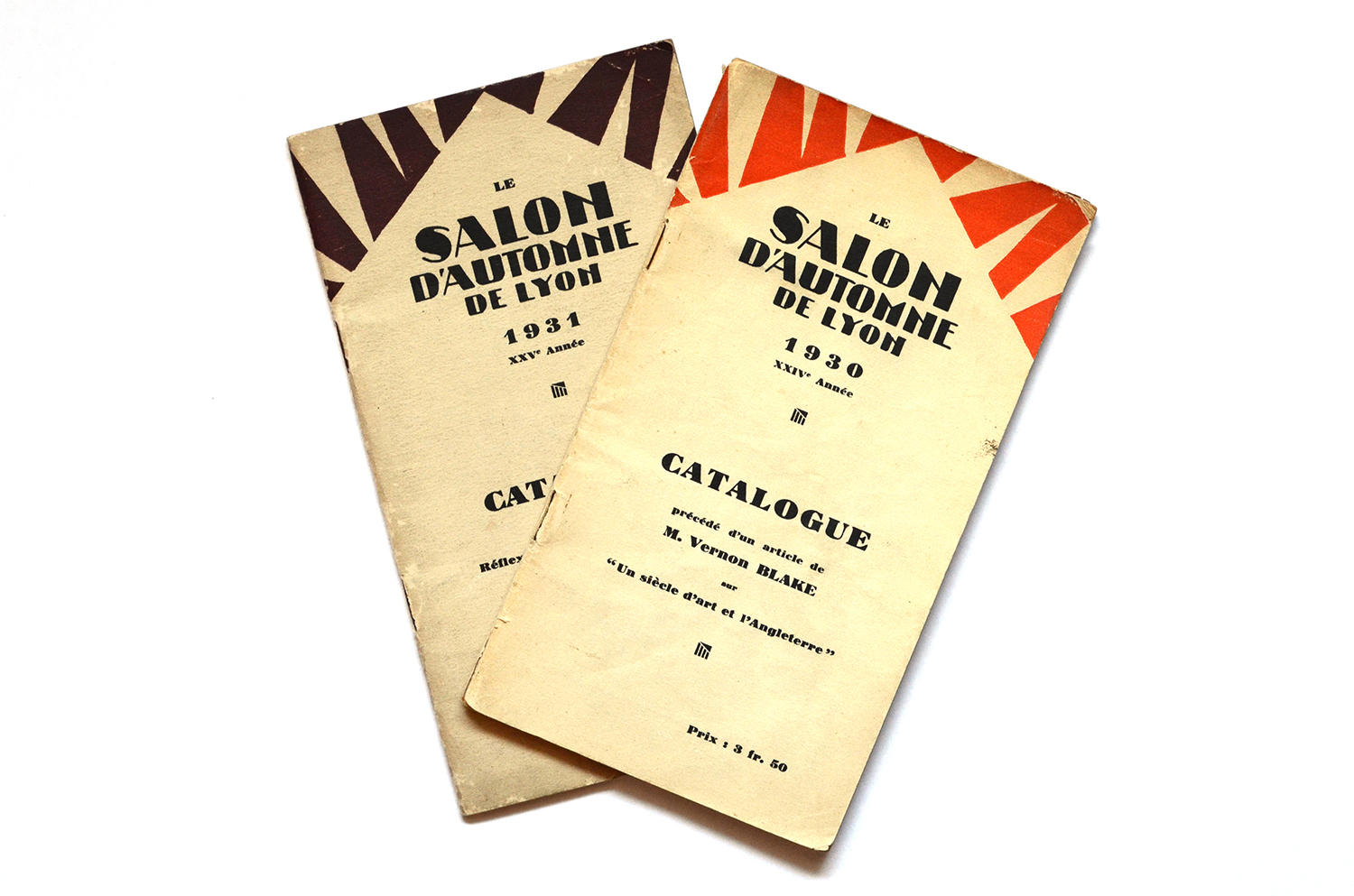
Brochures du Salon d'automne de Lyon.

  - Galerie Révillon, Artisans de France, avril 1948.
  - Galerie des Garets, Gouaches par Albert Gleizes, Céramiques d’après Gleizes par Anne Dangar, 1948.
  - Paris, École des Beaux-Arts, Du Cubisme aux Arts traditionnels, exposition itinérante à Aix-en-Provence, Saint-Rémy-de-Provence, Toulon, Lyon, 1953.

- Lyon :
  - Salon d’Automne, 1948.
  - Premier Salon International du Groupe Contraste, 15 janvier - 6 février 1949.

#### Après la mort de l'artiste
- Tokyo et Kyoto, musée des Beaux-Arts, École de Paris, Arts décoratifs, 1960.
- Sèvres, musée national de céramique, L’Art de la poterie en France de Rodin à Dufy, 9 juin – 25 octobre 1971[22].
- Paris, Centre Georges Pompidou, Paris-Paris, 1937-1957, 1981[23].
- Étretat, salle municipale, Autour d’Albert Gleizes, 28 juillet – 26 août 1984.
- Lyon, Espace lyonnais d’art contemporain, Marcel Michaud, 29 avril – 4 juin 1989[24].
- Sablons, Moly-Sabata, Anne Dangar, 6 – 21 avril 1991.Fondation Albert Gleizes
- Sèvres, musée national de céramique, L’art de la terre vernissée du Moyen Âge à l’an 2000, 1er octobre 1999 – 10 janvier 2000.
- Canberra, Galerie nationale d'Australie, Anne Dangar at Moly-Sabata : tradition and innovation, 13 juillet – 28 octobre 2001[25].
- Roussillon, mairie, Patrimoine en Isère – Pays de Roussillon, 21 septembre – 30 novembre 2003.
- Saint-Pierreville, La Fabrique du Pont d’Aleyrac, Miss Dangar, potière, 1885-1951, 16 septembre – 12 novembre 2006.
- Valence, Musée d'Art et d'Archéologie de Valence, Anne Dangar, Céramiste : Le cubisme au quotidien, 26 juin 2016 – 26 février 2017[26].

## Citations
- «...Peut-être ai-je tort d’employer les méthodes du passé. Dans nos fours à flamme vive on ne peut avoir des pièces sans un accident de cuisson. Le vent a une influence énorme. Avec les fours électriques, on peut presser un bouton et aller tranquillement au lit et satisfaire les directeurs des Galeries d’Art avec des vases impeccables. Est-ce qu’il y a une chose vivante qui est impeccable ?» - Lettre à La-Pierre-qui-Vire, le 17 avril 1948 -[27]
- « Est-ce possible d’abandonner Moly maintenant que Dieu m’a permis d’apprendre les doctrines d’Albert Gleizes, qui sont la confirmation de toutes nos croyances et espérances dans l’Art et le Travail… ? »- Lettre à Robert Pouyaud -[27]

## Hommages
- L'école élémentaire de Sablons se nomme école élémentaire Anne-Dangar. Une rue porte également son nom à Sablons près de Moly-Sabata  ainsi qu'à Kempsey, sa ville natale.